# Arenillas de Ebro
Arenillas de Ebro és una caseria del municipi càntabre de Valderredible, on el 2008 hi vivien 19 persones, el 1829 encara eren 89. Està situat al marge dret de l'Ebre, sota la Peña Camesía, a 715 m sobre el nivell del mar i a uns cinc quilòmetres de Polientes. S'hi han trobat restes medievals. Conserva una església romànica, que data del segle xiii i que està dedicada a Santa Maria.